# 2080
Rok 2080 (MMLXXX) bude přestupný rok, který podle gregoriánského kalendáře začne v pondělí 1. ledna a skončí v úterý 31. prosince.

## Očekávané události
- 21. března – zatmění Slunce, viditelné z Antarktidy a Indického oceánu.[1]
- Podle The China Modernization Report se očekává, že Čína bude jednou z nejrozvinutějších zemí na světě. Měla by se dostat na úroveň Spojených států na počátku 21. století.[2]

## V jiných kalendářích
- Židovský kalendář: 5840/5841
- Indický národní kalendář: 2001/2002
- Islámský kalendář: 1503/1504
- Kalendář Solar Hijri: 1458/1459